# Mehmet Ali
Muhammad ʿAli Pascià (in arabo محمد علي باشا‎?; Kavala, 4 marzo 1769 – Alessandria d'Egitto, 2 agosto 1849) è stato un capo militare  ottomano, wālī (in arabo والي‎?, turco vali) dell'Eyalet d'Egitto dal 1805. È storicamente ritenuto il padre fondatore dell'Egitto moderno, avendo contribuito ad abbattere il regime neo-mamelucco, che agiva arbitrariamente, pur in stato di vassallaggio nei confronti dell'Impero ottomano.

## Biografia
Mehmet Ali (versione balcanica del nome che in arabo è Muḥammad 'Ali) nacque nel 1769 nella città di Kavala (Qawāla), in Grecia, al tempo parte dell'Impero ottomano, in una famiglia di albanesi originari di Coriza.
Era il secondo figlio del mercante di tabacco Ibrāhīm Agha, che prestò servizio come comandante ottomano di una piccola unità a Kavala; sua madre era Zeynep, figlia dell'"ayan di Kavala" Çorbaci Husain Agha. Quando suo padre morì in giovane età, Mehmet fu cresciuto da suo zio con i suoi cugini. Come ricompensa per il duro lavoro svolto, lo zio gli conferì il grado di "Boluk-bashi" per la riscossione delle tasse nella città di Kavala. Dopo il promettente successo, Mehmet ottenne il grado di secondo comandante sotto il cugino Sarechesme Halil Agha nel contingente volontario di Kavala di mercenari albanesi, che in seguito fu inviato per rioccupare l'Egitto dopo il ritiro di Napoleone Bonaparte.

### L'ascesa al potere
Nel 1798 Napoleone invase la provincia ottomana dell'Egitto e distrusse l'esercito dei neo-mamelucchi (vassalli di Costantinopoli ma con ampi margini di autonomia) nella battaglia delle piramidi; Napoleone subito dopo si ritirò dal paese per inseguire altre avventure militari, lasciando dietro di sé una parte delle sue forze d'occupazione, che si sarebbero ritirate dall'Egitto solo diversi anni più tardi.
Il sultano ottomano mandò allora una spedizione militare per ricondurre all'obbedienza l'Egitto, ma le divisioni etniche e politiche nei vari ceti impedirono agli ottomani di operare efficacemente per lungo tempo. Quando i salari delle truppe erano versati in ritardo, parte delle forze militari in Egitto si ammutinava e parte si dava al brigantaggio, senza che i neo-mamelucchi fossero in grado di riportare sotto controllo la situazione.
MuhammadʿAli, giovane ufficiale arrivato in Egitto col contingente albanese che faceva parte delle forze di spedizione ottomane, intervenne per colmare questo vuoto di potere, creandosi una base di potere con i capi dei villaggi, con l'elemento religioso musulmano e con i ricchi mercanti del Cairo, eliminando o espellendo i tre governatori consecutivamente inviati da Istanbul. Senza che vi fosse nessun altro in grado di assumere le funzioni di governo, il sultano dovette fare buon viso a cattivo gioco e fu costretto a nominare Muhammad Ali suo wālī, ossia governatore (in arabo والي‎?, turco vali) in Egitto nel 1805.
Muhammad Ali trascorse i primi anni del suo regno a normalizzare la situazione, a rintuzzare i complotti tesi a spodestarlo e a estendere la sua personale autorità su tutte le province dell'Egitto. 
In uno degli episodi più noti del suo regno, Muhammad Ali si disfece definitivamente dei neo-mamelucchi, facendoli massacrare dopo averli convocati nella cittadella a conferire con lui, col pretesto di farli partecipare a una festa organizzata per celebrare la nomina di suo figlio Ṭūsūn Pascià a comandante (Amīr) dell'esercito destinato a domare in Arabia il movimento armato dei wahhabiti.
Appena entrati, dopo aver percorso il dedalo di viuzze che conducevano alla cittadella, gli uomini di Muhammad Ali chiusero i cancelli alle spalle dei Mamelucchi, che furono abbattuti a colpi d'arma da fuoco dai soldati che si erano posizionati all'interno dei palazzi che si affacciavano sui vicoli. Quando gli spari finirono, i soldati uccisero quanti erano ancora in vita con spade e asce. I giorni seguenti Muhammad Ali ordinò ai suoi uomini di uccidere gli altri mamelucchi che erano sfuggiti per vari motivi al massacro, autorizzandoli a saccheggiare le loro case.

### L'esercito moderno
Muhammad ʿAli riconobbe che gli strumenti militari che aveva utilizzato da quando era entrato nei ranghi dell'esercito ottomano non rappresentavano più una forza affidabile sul lungo periodo. Soprattutto egli sapeva che erano ormai invalse tecniche di combattimento assai più fruttuose in campo aperto, basate in particolare sul modello di efficiente disciplina militare di cui aveva visto gli esempi in occasione dell'intervento dell'esercito francese in Egitto.

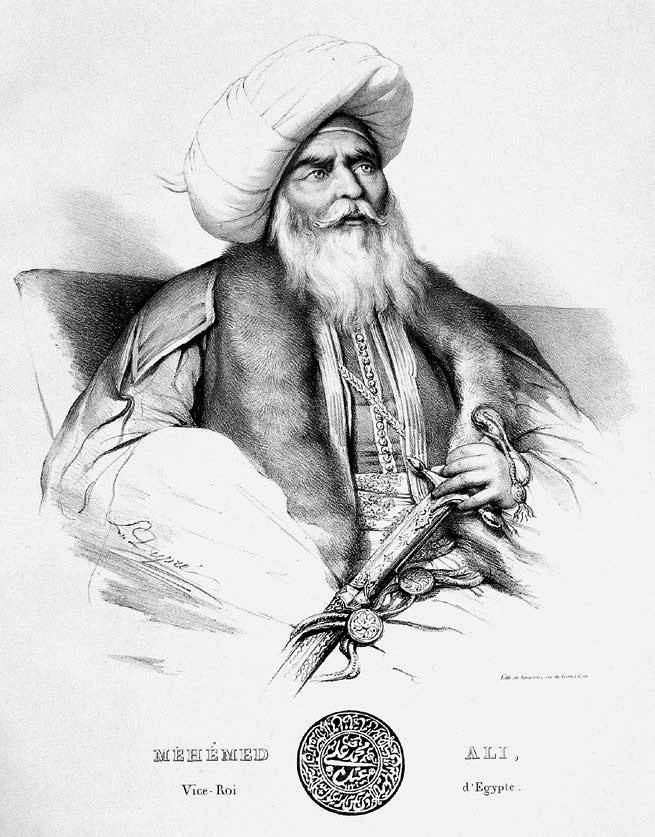
Mehmet Ali ritratto da Louis Dupré

Un simile criterio di addestramento e di combattimento aveva il vantaggio di surclassare facilmente le tecniche ormai superate messe in atto dai Mamelucchi e un punto di forza indubbio era l'uso dell'artiglieria che aveva sgominato facilmente la cavalleria mamelucca quando essa, coraggiosamente ma insensatamente, aveva caricato le batterie francesi nella battaglia delle Piramidi.
Di questi criteri militari si era convinto d'altronde lo stesso sultano ottomano che aveva cercato di rafforzare il tradizionale strumento dell'artiglieria della sua fanteria d'élite dei giannizzeri, alla cui indisciplina il sultano Selim III aveva cercato di porre rimedio creando un corpo che potesse costituirne una valida alternativa. Addestrato da un ufficiale tedesco, il nuovo corpo sembrò produrre gli effetti sperati, ma i giannizzeri reagirono, deponendo Selim.
Nel 1823 Muhammad ʿAli cominciò ad arruolare i contadini dall'Alto Egitto, facendoli poi addestrare da un ufficiale francese che aveva assunto al suo servizio, il colonnello Sève (Suleyman Pascià), affinché le reclute adottassero lo stile di combattimento napoleonico. Muhammad ʿAli chiamò le sue nuove truppe Nizām jadīd (in arabo نظام جديد‎?, letteralmente "nuovo ordinamento"): operarono positivamente nella battaglia, soffocando insurrezioni in vari parti dell'Egitto e furono destinate all'acquartieramento nelle vicinanze dei propri distretti di provenienza e ciò comportò un ottimo livello di affidabilità di queste nuove truppe.

Nel 1827, su richiesta del sultano ottomano Mahmud II, Muhammad ʿAli dispiegò le sue truppe niẓāmī contro i greci nella guerra d'indipendenza greca, sotto il comando di suo figlio Ibrāhīm Pascià. Costituì inoltre un'armata navale affrontando enormi costi, dal momento che tutte le navi furono acquistate all'estero. Ciò creò un forte dissapore fra il sultano Mahmud II e Muḥammad ʿAli. La Gran Bretagna, la Francia e la Russia appoggiarono i rivoltosi greci e Muḥammad ʿAli ebbe l'ordine dal sultano di attaccare le poderose flotte europee, ancorate nella baia di Navarino.
Muḥammad ʿAli si rese conto che le sue forze navali non avrebbero avuto alcuna speranza di sconfiggere le flotte europee e supplicò il sultano di riconoscere l'indipendenza greca e di permettere all'impero asburgico di mediare per negoziare una pace. Tuttavia il sultano rifiutò di considerare la possibilità di rinunciare a una parte dei suoi territori imperiali e insistette nel credere che lo spiegamento delle flotte nemiche costituisse solo un'insignificante montatura tattica.
Muḥammad ʿAli eseguì gli ordini con riluttanza e mandò la sua flotta contro quelle europee e nella battaglia di Navarino il 20 ottobre del 1827 quasi tutta la flotta ottomana fu distrutta in poche ore di combattimento.
Dall'esito della guerra d'indipendenza greca, Muhammad 'Ali ebbe la possibilità di sottoporre a un esame critico la forza e la debolezza delle sue truppe. L'artiglieria aveva eseguito bene il proprio dovere ma la campagna aveva dimostrato che molti degli ufficiali ottomani erano inadeguati alla missione di comando delle nuove fanterie. Soprattutto il Nizām jadīd non era stato esteso al settore della marina e di conseguenza il viceré si era dovuto affidare a personale di marina assai meno disciplinato.
Muhammad 'Ali affrontò queste questioni in modo pragmatico. Per rimediare al problema dell'addestramento degli ufficiali egli fondò un collegio militare e assunse ufficiali francesi come istruttori militari. Convinto dell'efficacia del Nizām jadīd, egli congedò tutti i suoi vecchi reggimenti albanesi e neo-mamelucchi e cominciò a costruire un esercito composto esclusivamente da truppe nizāmī, per alimentare le quali dispose il reclutamento obbligatorio dei contadini egiziani.

### Industrializzazione e modernizzazione

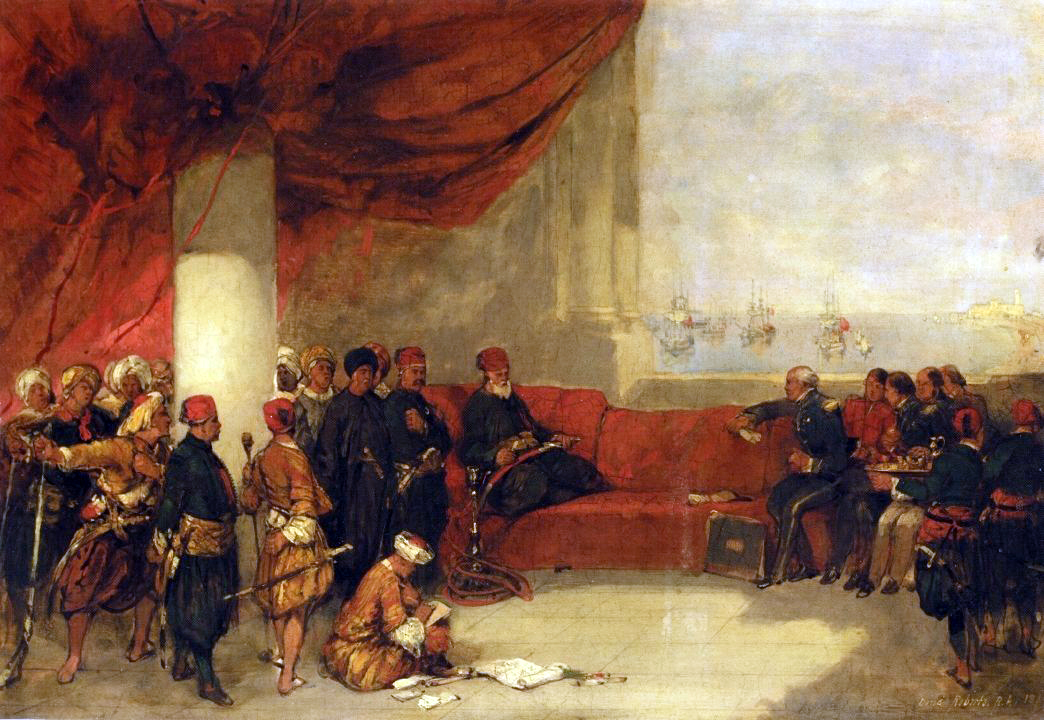
Mehmet Ali riceve il console britannico ad Alessandria, il 16 maggio 1839, nel suo palazzo locale. Opera del pittore scozzese David Roberts, che partecipò alla riunione

Per consentire il costante fabbisogno finanziario che la riforma militare comportava, Muhammad ʿAli puntò sulla coltivazione del cotone a fibra lunga come prodotto destinato alla vendita, e riorganizzò l'agricoltura egiziana orientandosi in tal senso. Dal momento che le industrie manifatturiere tessili britanniche erano disposte a pagare un buon prezzo per questo cotone, Muhammad ʿAli ordinò alla maggior parte dei contadini egiziani di coltivare cotone a discapito di altre colture. Al tempo del raccolto, Muhammad ʿAli comprò l'intero raccolto che poi rivendette alle industrie manifatturiere a un prezzo più alto, creando in tal modo (come avevano già fatto i Mamelucchi nel secolo XV) un monopolio del tutto personale.
Per andare incontro alle varie necessità della sua riforma militare modernizzatrice, Muhammad ʿAli si preoccupò anche di riformare le istituzioni educative e creò un ospedale dove gli studenti di medicina potessero far pratica, costruendo anche strade e canali, industrie per produrre uniformi e munizioni e una fonderia per la cantieristica navale ad Alessandria, anche se tutto il legname necessario alle navi dovette essere importato dall'estero.
Allo stesso modo Muhammad ʿAli assoggettò frequentemente i contadini a corvée utili al funzionamento delle sue fabbriche e dei suoi progetti industriali. I contadini resistettero a questo tipo di arruolamento e molti di essi fuggirono dai loro villaggi per evitare la coscrizione e le corvée, qualche volta muovendosi fino in Siria. Per scampare al servizio militare alcuni coscritti si mutilarono, così da risultare non idonei al combattimento: modi comuni di auto-mutilazione furono quelli di accecarsi un occhio usando veleno per topi o quello di tagliarsi un dito della mano destra per non poter più premere il grilletto.

### Ribellione contro il sultano
Come molti governanti d'Egitto prima di lui, Muhammad ʿAli desiderò prendere il controllo della Siria tanto per il suo valore strategico quanto per le sue risorse naturali. Avendo costituito una compagine militare (nizāmī) di dimensioni considerevoli, nel 1831 ordinò al figlio Ibrāhīm Pascià di invadere la Siria col pretesto di costringere al rimpatrio circa 6.000 contadini tenuti ad assolvere il loro obbligo di leva.
L'armata di Muhammad ʿAli invase la Siria, catturò Acri dopo sei mesi di assedio e marciò alla volta dell'Anatolia più a nord. Nella battaglia di Konya, Ibrāhīm Pascià sconfisse clamorosamente l'armata ottomana guidata dal Gran Visir e di conseguenza nessun ostacolo si frapponeva più fra le truppe egiziane e la stessa città di Istanbul. Il viceré dette l'impressione di voler rovesciare la dinastia ottomana assumendo il controllo dell'impero stesso. Quella possibilità allarmò talmente il sultano Mahmud II da indurlo ad accettare l'offerta d'aiuto militare proveniente dalla Russia, con grande sorpresa dei governi britannico e francese. Nel 1833 la Russia riuscì a far concludere una pace negoziata, meglio conosciuta come la pace di Kütahya, i cui termini furono: a) Muhammad ʿAli avrebbe ritirato le proprie forze militari dall'Anatolia; b) avrebbe ricevuto i territori di Creta (allora conosciuta come Candia) e l'Hijāz come indennità; c) Ibrāhīm Pāscià sarebbe stato nominato wālī di Siria.

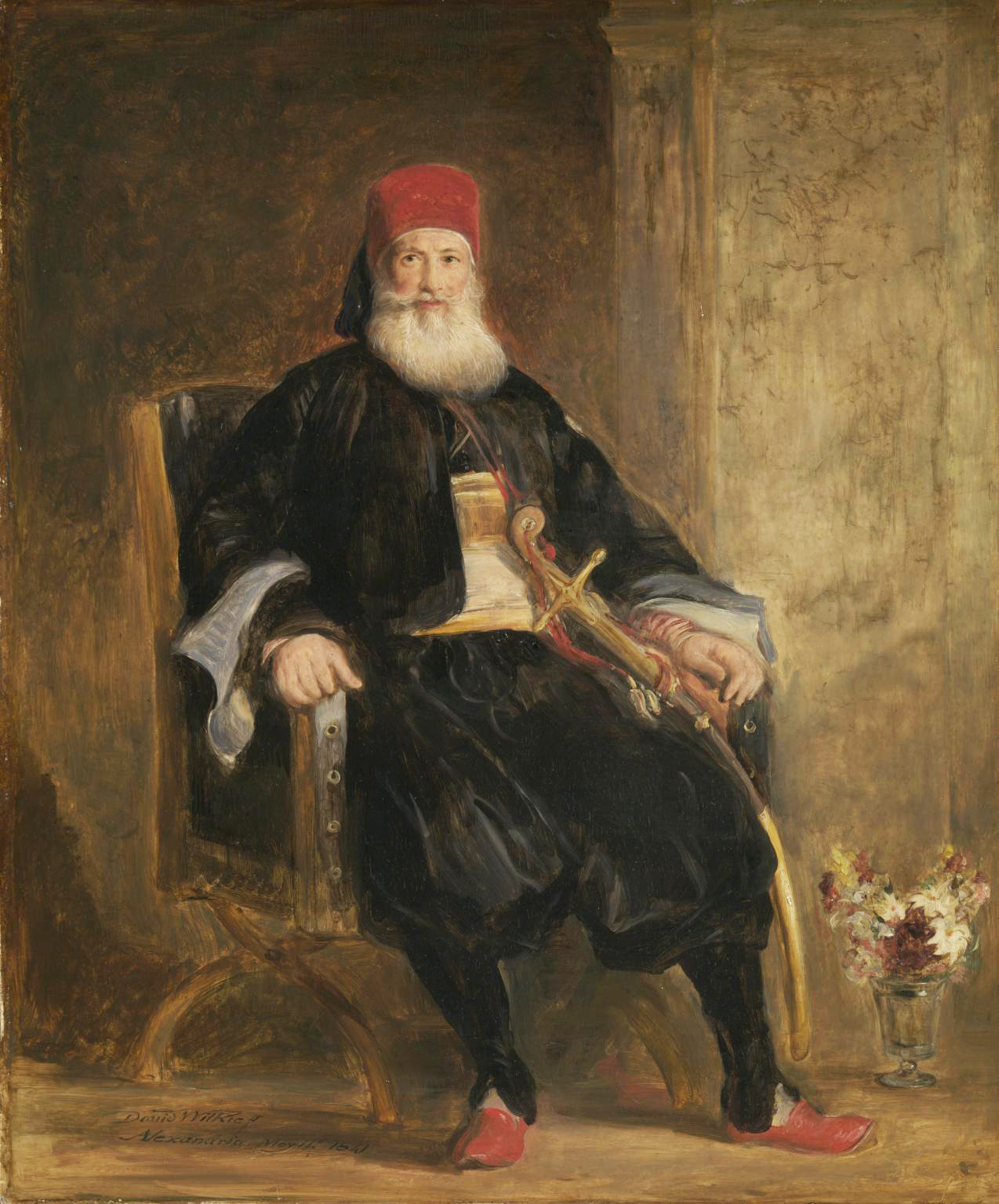
Mehmet Ali, David Wilkie (1841)

Nel 1839 Muhammad 'Ali, insoddisfatto per il suo parziale controllo della Siria, dichiarò guerra nuovamente al sultano ottomano: quando Mahmud II ordinò ai suoi militari di avanzare verso la frontiera siriana, Ibrāhīm li attaccò e li sconfisse nella battaglia di Nezib (in turco Nizip). Come già dopo lo scontro di Konya, Istanbul fu di nuovo lasciata esposta ai colpi di Muhammad ʿAli. Per di più Mahmud II morì quasi immediatamente dopo l'inizio della battaglia e a succedergli fu suo figlio sedicenne Abdul Mejid I. A questo punto, Muhammad ʿAli e Ibrāhīm cominciarono a disputare su quale strategia fosse più utile seguire: Ibrāhīm avrebbe preferito conquistare Istanbul e reclamare il trono imperiale mentre Muhammad 'Ali era più incline a richiedere semplicemente altre e più numerose concessioni territoriali e autonomia politica per sé e la sua famiglia. Mentre i due discutevano, il sultano e i suoi consiglieri invocarono l'aiuto delle grandi potenze europee, ottenendo un intervento multilaterale che portò tra l'altro la flotta militare britannica a bloccare le coste antistanti il delta del Nilo. Dopo che i britannici furono sbarcati in Siria ed ebbero sconfitto le forze di Ibrāhīm a Beirut, Muhammad ʿAli e suo figlio furono costretti a rinunciare alla Siria.
Nel 1841 venne firmato un trattato finale ampiamente condizionato dalle potenze europee coinvolte nel conflitto. Il trattato impose che Muhammad ʿAli avrebbe rinunciato ai suoi territori in Creta e nel Hijāz; che avrebbe rinunciato alla sua flotta militare e avrebbe limitato gli effettivi dell'esercito a 18.000 uomini; infine che Muhammad 'Ali e i suoi discendenti avrebbero goduto della sovranità ereditaria solo per quanto riguardava la provincia d'Egitto – con lo status di viceré (chedivè) ottomano.

### Gli ultimi anni

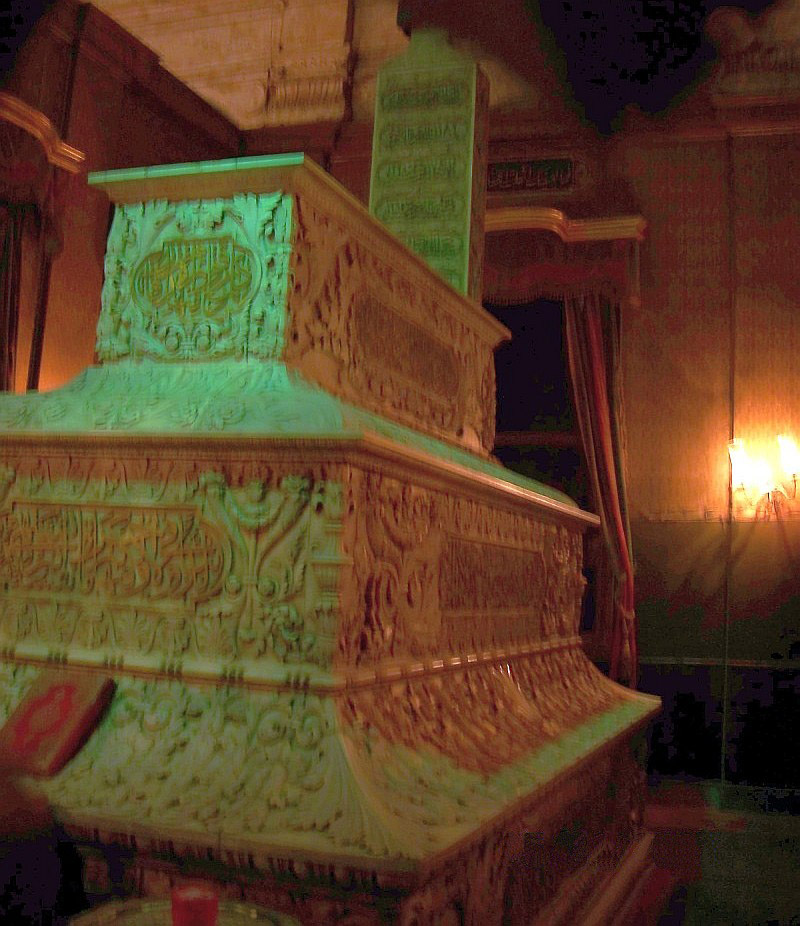
Tomba di Mehmet Ali all'interno dell'omonima moschea

Dopo aver assicurato alla sua famiglia il diritto della successione ereditaria, Muhammad ʿAli governò silenziosamente fino al 1848, quando fu deposto a causa del suo stato psicologico alterato dall'età avanzata. Gli succedette Ibrāhīm Pascià che tuttavia, ammalato, morì solo pochi mesi dopo. Muhammad ʿAli riprese allora le redini del potere, fin quando suo nipote ʿAbbās Hilmī assunse la guida dello Stato egiziano.
Muhammad ʿAli morì nell'agosto del 1849 e fu sepolto in una moschea imponente che aveva commissionato che porta il suo nome e che domina la cittadella del Cairo.